# Distrito de Huancarani
El distrito peruano de Huancarani es uno de los seis distritos de la Provincia de Paucartambo, ubicada en el Departamento de Cusco, bajo la administración del Gobierno regional del Cusco, Perú.

## Historia
El distrito de Huancarani tiene 18 comunidades las cuales son Q'iñer, Chacabamba, Huatta Grande, Piscohuatta, Quisicancha , Queweña , Uray Ayllu , Churo , Chinchayhuasi, Huaccaycancha , Pitucancha ,  Queweñacancha, 
El nombre de Huancarani proviene de tres versiones, HUANCARCUYCHI, HUANCA RUMI Y ONOYQUITA HUANCARACUY, cada uno con significados relacionados al nombre de Huancarani. En los años de 1910 se formó el caserío de Huancarani con pocas familias que en ese entonces existían. Años más tarde un 8 de octubre de 1926 se hizo el reconocimiento oficial como Comunidad campesina indígena de Huancarani del distrito de Caicay provincia de Paucartambo con resolución suprema S/N por el Ministerio de Fomento, encabezados por el líder campesino don Pablo Quispe Tecsi. Por entonces la Comunidad tenía una autoridad principal Inca Justicia (hoy alcalde envarado).
El 10 de agosto de 1927 se inicia la construcción de la carretera Huambutio hacia Paucartambo pasando por Huancarani, meses de febrero marzo de 1929 siendo el ing. Esveen Ericsson. Por primera vez se crea e instala una Escuela Educativa en Huancarani en el año 1940, que funcionaba en una casa particular de familia Cruz. Como la Comunidad tenía pocas hectáreas de terreno, varios comuneros que tenían recursos económicos compraron más hectáreas de terreno del ex hacendado de Sierra Bella Ismael Ruival, que esa fecha poseía más terrenos agrícolas en la zona, esto fue en los años 1943. En el año 1944 se inició la apertura de Carretera Huancarani Ccatcca que en ese entonces Ccatca pertenecía a la provincia de Paucartambo. Las principales actividades de la comunidad fueron asambleas, faenas y kermeses, para buscar el progreso y el desarrollo. 
En los tiempos de la colonia la comunidad se caracterizó  con el comercio realizando el trueque, eran los primeros artistas en elaborar trabajos en arcilla, la Comunidad era de agricultura y ganadería, tales que realizaban el comercio hacia el distrito de Ccatca, Huasac, Oropeza, Huambutio línea férrea y los valles del río Mapacho, también hacían cargos religiosos y costumbres al anexo de Ccollana Huasac, en el año 1965 se crea y se instala por primera vez Mercado Ferial Dominical, y en el año 1971 se inscribe en registros públicos para su personería legal, a la vez comenzó  el funcionamiento de presidente de concejo de administración y consejo de vigilancia, el primer presidente fue el Comunero Don Domingo Corva Quispe, desde ese entonces la comunidad se organizó con fines a la distritalizacion en el año 1972 en la fecha del 27 de marzo, a iniciativa de la asamblea de la Comunidad de Huancarani se llevó a cabo las gestiones y adquisición y construcción de varios instituciones públicas como: Salón Comunal, Registro Civil, Escuela, Colegio, Policía Nacional, Correo hoy Serpost, Juzgado de Paz, templo Católico, Cementerio, Mercado de Abastos, Agua Potable y otras obras, y el primer paso importante fue crear como centro poblado de Huancarani un 6 de enero de 1983 como anexo del distrito de Caicay y finalmente después de tanta lucha y esfuerzo en una magna asamblea y marchas de sacrificio a la ciudad del Cusco un 25 de junio de 1986, en el patio del asesor jurídico de la distritalizacion Doctor Oswaldo Jherina y los diputados encabezados por el sr. Ezequiel salas Quispe Freny Peña, Teresa Flores de Paliza entre otros, finalmente se firmó la acta de compromiso de apoyar definitivamente a la distritalizacion de Huancarani, con el apoyo de las comunidades, Quiñer, Chacabamba, Huatta Grande, Piscohuatta, Quisicancha Queña y Urayllu. Es así  el 11 de mayo de 1987 fue promulgado la ley de la creación del distrito de Huancarani con decreto ley N° 24662 promulgado por él, presidente de la República doc. Alan García Pérez, siendo entonces presidente de la comunidad Froilán Cayulla Pumallica y como alcalde de Centro Poblado el sr. Manuel Tecsi.
```
· #REDIRECCIÓN 
```

## Autoridades

### Municipales
- 2023 - 2026[1]
  - Alcalde: Mario Suma Huaracca [ALIANZA PUEBLO UNIDO] .
  - Regidores:

  1. Dora Cutipa Pumachara [ALIANZA PUEBLO UNIDO]
  2. Alejandro Huaman Gonzalo [ALIANZA PUEBLO UNIDO]
  3. Jhony Amao Cordova [ALIANZA PUEBLO UNIDO]
  4. Tomas Pumachara Suma [ALIANZA PUEBLO UNIDO]
  5. Nornma Quispe Checya [ALIANZA PUEBLO UNIDO]

Alcaldes anteriores
- 2019-2022: Sr. Elver Cayulla Quispe
- 2015-2018: Sr. Eustaquio Champi Pinchi
- 2011-2014: Sr. Edgar Mamani Quispe

### Policiales
- Comisario SOS. PNP. Holger Edmundo CAMPOS ALPACA

### Instituciones Educativas del distrito de Huancarani
1. I.E. Saturnino Huillca Quispe De Huancarani.

1. I.E. Virgen de las Mercedes De Huancarani.